# Janina Bandak
Janina Wikientjewna Bandak (ros. Янина Викентьевна Бандак, ur. 2 października?/15 października 1909 we wsi Teleszewicze obecnie w rejonie dzierżyńskim w obwodzie mińskim, zm. 7 kwietnia 1982 w rejonie dzierżyńskim) – pracownica kołchozu im. Dzierżyńskiego, przodownica pracy, Bohater Pracy Socjalistycznej (1966).

## Życiorys
Od 1944 do 1974 pracowała jako hodowca cieląt w kołchozie im. Dzierżyńskiego w rejonie dzierżyńskim w obwodzie mińskim Białoruskiej SRR. Hodowała rocznie ok. 200 nowych cieląt w kołchozie, w związku z czym w uznaniu zasług za przyczynianie się zwiększania produkcji mięsa i mleka decyzją Prezydium Rady Najwyższej ZSRR z 22 marca 1966 otrzymała Medal Sierp i Młot oraz Order Lenina (łącznie otrzymała dwa Ordery Lenina). W 1962 została przyjęta do KPZR, od 1963 do 1967 była deputowaną do Rady Najwyższej Białoruskiej SRR 6 kadencji.